# Aubinhan
Aubinhan (en francès Aubignan) és un municipi francès situat al departament de la Valclusa i a la regió de Provença – Alps – Costa Blava.

## Demografia
| 1962                                       | 1968  | 1975  | 1982  | 1990  | 1999  | 2006  |
| ------------------------------------------ | ----- | ----- | ----- | ----- | ----- | ----- |
| 1.635                                      | 1.819 | 2.126 | 2.230 | 3.347 | 3.837 | 4.498 |
| Des de 1962: població sense dobles comptes |       |       |       |       |       |       |

## Administració
| Període   | Identitat      | Partit        |
| --------- | -------------- | ------------- |
| 1943-2001 | Louis Guichard |               |
| 2001-     | Guy Rey        | Divers gauche |